# Golden triangle (Universitäten)
Als Golden triangle (deutsch: Goldenes Dreieck; manchmal auch: Loxbridge) wird eine inoffizielle Gruppierung von sechs forschenden Eliteuniversitäten im Südosten Englands im Vereinigten Königreich bezeichnet. Die Ecken des Dreiecks werden durch die Städte London, Oxford und Cambridge gebildet, beziehungsweise aus prestigeträchtigen Universitäten dieser Städte.
Das Golden triangle besteht aus den folgenden Universitäten:
- London School of Economics (LSE)
- Imperial College London
- Universität Oxford
- Universität Cambridge
- King’s College London (KCL)
- University College London (UCL)

Die Mitglieder des Dreiecks gehören zu den forschungsstärksten britischen Universitäten und kollaborieren in verschiedenen Bündnissen wie G5, GMEC, MedCity oder SES und sind allesamt Teil der Russell-Gruppe. Die Londoner Universitäten waren bis 2007 alle Mitglieder oder Gründungsmitglieder der Universität London. Seither ist jedoch das Imperial College zu seinem 100-jährigem Bestandsjubiläum aus dem Verbund ausgetreten. 2014 fuhren die Golden triangle-Universitäten knapp 46 % der britischen Forschungsfinanzierung ein, was vielerorts kritisiert wird. Die beiden reichsten Universitäten sind mit einem Stiftungsvermögen (Endowment) von mehr als 5 Mrd. £ die Universitäten Oxford und Cambridge. Die reichste Universität von London ist das King’s College London mit rund 300 Mio. £. Stiftungsvermögen und einem Jahresetat von 1 Mrd. £ (Stand 2020/21). Das niedrigste Vermögen hat die UCL mit rund 72 Mio. £.

## Ökonomische Verhältnisse
Die Höhe des Stiftungskapitals führt nicht automatisch zu besseren Positionierungen in Universitäts-Rankings oder mehr akademischen Veröffentlichungen. Dennoch sind die Gewinne aus dem investierten Vermögen erhebliche Quelle für Forschungsleistungen der Institute. So lag der Jahresgewinn p.A. aus dem Cambridge University Endowment Fund im Geschäftsjahr 2021/21 bei 24,1 % auf ein Stiftungsvermögen von 2,181 Mrd. £. Das ist in etwa dieselbe Summe, wie die Bundesregierung im Rahmen der Exzellenzinitiative allen deutschen Universitäten gemeinsam zur Verfügung stellt. Universitäten mit großem Stiftungsvermögen können somit mehr Ausgaben und Investitionen tätigen, als Universitäten, deren Jahresetat vornehmlich aus den jährlichen Einnahmen aus Studiengebühren oder staatlicher Unterstützung besteht.
Im Folgenden eine Auflistung der Stiftungsvermögen und das korrelierende Ranking der Golden triangle Universitäten:
| Universität                | Stadt     | Stiftungsvermögen (2020/21)              | Platzierung im THE Ranking World University Ranking 2022 | Studierende (2016/17) | Beschäftigte (2016) |
| -------------------------- | --------- | ---------------------------------------- | -------------------------------------------------------- | --------------------- | ------------------- |
| University of Oxford       | Oxford    | 6.679 Mio. £ davon Colleges 5.060 Mio. £ | 1                                                        | 24.650                | 6945                |
| University of Cambridge    | Cambridge | 5.980 Mio. £ davon Colleges 3.799 Mio. £ | 5                                                        | 19.955                | 5825                |
| King’s College London      | London    | 300 Mio. £                               | 35                                                       | 30.565                | 4710                |
| London School of Economics | London    | 240 Mio. £                               | 27                                                       | 11.210                | 1655                |
| Imperial College London    | London    | 202 Mio. £                               | 12                                                       | 17.690                | 4770                |
| University College London  | London    | 72 Mio. £                                | 18                                                       | 37.905                | 7220                |